# Габырница
Габырница (болг. Габърница) — село в Болгарии. Находится в Варненской области, входит в общину Ветрино. Население составляет 89 человек.

## Политическая ситуация
Габырница подчиняется непосредственно общине и не имеет своего кмета.
Кмет (мэр) общины Ветрино — Георги Димитров Андреев (Граждане за европейское развитие Болгарии (ГЕРБ)) по результатам выборов.